# Лохрасп
Лохрасп (авест. Арватаспа, Аурватаспа; фарси Лохрасп, Лухрасп) — в иранской мифологии легендарный царь, преемник Кей-Хосрова и отец Виштаспа.
Его имя отсутствует в перечне Кавиев в «Замйад-яште» и «Фравардин-яште» «Авесты», а отец Виштаспы в «Ардвисур-яште» носит имя Арватаспы. Однако утраченный «Чихрдад-наск» «Авесты» уже называл имя Кай-Лохараспа.

## В пехлевийских текстах
«Предание о сыне Зарера» имя отца Виштаспа не упоминает.
По «Бундахишну», Лохрасп был сыном Узава, сына Мануша, сына Кай-Пишина, сына Кай-Апивеха, сына Кай-Кавата; его детьми были Виштасп, Зарир и другие братья. Власть ему передал Кай-Хосров; правление Кай Лохраспа длилось 120 лет.
Согласно сочинению «Суждение духа разума», Кай Лохрасп хорошо правил, почитал богов, разрушил Иерусалим, разбил и рассеял иудеев и породил Кай Виштаспа. В «Денкарде» и в «Истории» Табари также упоминается, что Лохрасп отправил своего полководца Бахтенарсию на завоевание Иерусалима, где почитали идолов.

## Образ в «Шахнаме»
В поэме Фирдоуси Лохрасп назван сыном Авзерда (Эрвенда), сына Кей-Пешина, сына Кей-Кобада. Его предшественник Кей-Хосров, когда решил удалиться от мира, передал ему царскую власть, несмотря на возражения Заля. Лохрасп восходит на трон в месяце мехре, в день мехр. Его правление длилось 120 лет. Взойдя на престол, Лохрасп построил в Балхе ряд храмов, включая храм огня.
Сыновьями Лохраспа были Гоштасп и Зерир. То, что Лохрасп возвысил двух сыновей Кей-Кавуса, вызвало недовольство Гоштаспа, который попросил у отца передать ему венец, но получил отказ и отправился с дружиной в Хинд, однако Зерир настиг брата и уговорил его вернуться. Тем не менее вскоре Гоштасп вновь покинул родину, и поиски его, предпринятые по приказу Лохраспа, не дали результатов.
Через некоторое время прибывший к Лохраспу с требованием дани румийский посол рассказал ему о новом герое, объявившемся в Руме и совершившем ряд подвигов. Лохрасп догадался, что речь идёт о его сыне, и отправил Зерира послом. Тот уговорил Гоштаспа вернуться, и тогда отец возвёл его на трон и короновал.
Отказавшись от власти, Лохрасп поселился в Балхе, в святыне Йездана. Принятие Гоштаспом новой веры Зердешта вызвало войну с Тураном. Пока основные силы иранцев находились в Систане вместе с царём, туранское войско под командованием царевича Кохрема напало на практически беззащитный Балх. Престарелый Лохрасп вышел на бой с врагом, поразил многих туранцев, но был изрублен в куски. Кохрем разорил Балх, сжёг храм и Авесту и перебил всех жрецов.
Позднее за гибель Лохраспа отомстил его внук Исфендиар.

## У Алишера Навои
Алишер Навои описывает закон (қонун) Лухраспа (Луҳросб), который был отменен после победы Искандера над Дарием.